# Château de Châtel-Guyon
Le château de Châtel-Guyon est situé sur la commune de Viersat, dans l'Est du département de la Creuse, région Nouvelle-Aquitaine, en France.

## Historique
Un premier château existait ici au XIIe siècle mais celui que nous voyons aujourd'hui fut largement reconstruit au XVIIe siècle.
La clinique psychiatrique privée qui occupe le château à présent fut créée en 1966 par le Docteur Guy Martinat, ancien interne des Hôpitaux de Paris.

## Autres informations
Un sentier de randonnée est disponible au départ du château, longueur : 3 km, dénivelé : ~475 m. Balisage à partir de l'extérieur du bourg, mais possibilité de départ à partir du château.